# Meiopriapulus
Meiopriapulus is een geslacht in de taxonomische indeling van de peniswormen (Priapulida). Het geslacht werd in 1981 voor het eerst wetenschappelijk beschreven door Morse.

## Onderliggende soort
- Meiopriapulus fijiensis